# Zonosaurus rufipes
Zonosaurus rufipes (Boettger, 1881) è un sauro scincomorfo della famiglia Gerrhosauridae, endemico del Madagascar.

## Descrizione
È un sauro di media taglia, che può raggiungere lunghezze di circa 22 cm.

## Biologia
È una specie ovipara.

## Distribuzione e habitat
La specie è diffusa nel Madagascar settentrionale, da Nosy Be ad ovest sino a Marojejy a est.